# 寿永寺 (台東区)
寿永寺（じゅえいじ）は、東京都台東区にある浄土宗の寺院。

## 歴史
1630年（寛永7年）、得生院寿栄法尼の開基である。得生院寿栄法尼はお江の方に仕えていた侍女で、お江の方の夫である徳川秀忠の菩提を弔うため、出家して庵を結んだ。これが当寺の起源である。
1647年（正保4年）に、改めて寺院として整備された。その際に浄土宗の律場に指定されている。
当寺には、下谷七福神の布袋尊が置かれている。

## 交通アクセス
- 三ノ輪駅より1a出口より徒歩1分（経路案内）。